# FOOT PRINT〜花*花WORKS 2000-2003
『FOOT PRINT〜花*花WORKS 2000-2003』（フット・プリント・はなはなワークス・ニセン・ニセンサン）は、日本のデュオ・花*花が2003年8月20日にワーナーミュージック・ジャパンから発売した1枚目のベストアルバムである。

## 内容
前作『コモリウタ』から約6ヶ月ぶり、初のベストアルバム。活動休止前最後の作品でもある。
結成5周年を記念して制作され、インディーズ・メジャー、シングル・アルバム問わず既発曲をメンバーが選曲して収録された。また、一部シングルの楽曲はアルバムバージョンで収録された。
2006年9月6日には初回生産限定スペシャル・プライス盤として再発売された。

## 収録曲
1. ひまわりの花 [2:51]
メジャー1stシングルのカップリング曲。
2. あ〜よかった -setagaya mix- [3:43]
メジャー1stシングルの表題曲。
3. さよなら 大好きな人 [4:12]
メジャー2ndシングルの表題曲。
4. 赤い自転車 (ALBUM MIX) [4:43]
インディーズ4thシングルの表題曲のアルバムバージョン。
5. ハナムケノハナタバ [4:49]
メジャー3rdシングルの表題曲。
6. 愛を少し語ろう [4:03]
メジャー5thシングルの表題曲。
7. あなたへ… (h.mix) [3:03]
メジャー4thシングルのカップリング曲のアルバムバージョン。
8. あなたに逢いにゆきましょう [3:04]
インディーズ1stシングルのカップリング曲。
9. HEART [3:04]
インディーズ6thシングルのカップリング曲。
10. やっぱり! [3:15]
メジャー4thシングルの表題曲。
11. ずっと一緒に [4:12]
インディーズ6thシングルの表題曲。
12. 幸せのうた [3:50]
メジャー3rdアルバムの収録曲。
13. 恋が育った休日 [3:52]
メジャー3rdアルバムの収録曲。
14. POLAROID [2:59]
メジャー4thアルバムの収録曲。
15. 奇跡の裏側 [3:09]
メジャー2ndアルバムの収録曲。
16. 夜香梅 [4:23]
メジャー4thアルバムの収録曲。
17. 童神 (in the room Ver.) [4:24]
1stEPの表題曲の新録バージョン。